# Раунак Садхвані
Раунак Садхвані (англ. Raunak Sadhwani) – індійський шаховий вундеркінд, гросмейстер (GM).  Титул гросмейстера отримав у віці 13 років.

## Біографія

### Ранні роки
Р. Садхвані народився 22 грудня 2005 року у м. Нагпур. Навчався у школі Center  Point. Почав грати у шахи у семирічному віці. 

### Шахова кар'єра
- У 2015 році виграв чемпіонат Співдружності з шахів[3];

- У 2015 році отримав звання «кандидат у майстри»  (KM);

- У 2017 році – «Майстер ФІДЕ» (FM);

- У 2018 році отримав звання «Міжнародний майстер» (IM);

- У 2020 році - "гросмейстер" (GM)[4];

- У 2021 році виграв турнір Spilimbergo Open[5][6];

- У 2022 році у складі збірної Індії здобув бронзову медаль на Олімпіаді ФІДЕ[7][8];

- У 2023 році посів перше місце на чемпіонаті світу ФІДЕ зі швидких шахів серед юніорів[9].

## Цікаві факти
Р. Садхвані з дитинства захоплювався крикетом та коли йому відмовили в участі у змаганнях, він почав серйозно займатися шахами, в які до цього грав лише з батьком.

## Цитати
В одному з післяматчевих інтерв'ю Р. Садхвані зазначив: «Ніщо у світі не може зрівнятися із задоволенням від перемоги у сильних турнірах».